# 全南大学校
全南大学校（チョンナムだいがっこう、韓国語: 전남대학교、英語: Chonnam National University）は、大韓民国の光州広域市北区にある国立大学。湖南圏を代表する上位国立大学である。

## 沿革
1952年、光州農業学校（1909年設立）・木浦商業学校・光州医科専門学校（1944年設立）の統合により開校。2006年に麗水大学校と統合。

## 学部
- 看護大学
- 経営大学
- 工科大学
- 農業生命科学大学
- 法科大学
- 師範大学
- 社会科学大学
- 生活科学大学
- 獣医科大学
- 薬学大学
- 芸術大学
- 医科大学
- 人文大学
- 自然科学大学
- 一般大学
- 生命科学技術大学
- 文化社会科学大学
- 工学大学
- 水産海洋大学

## 付属施設
- 生活館
- 長城修練院
- 沙島修練院
- 突山修練院
- 図書館
- 博物館
- 遠隔教育研修院
- 5.18展示館
- 学生会館
- 動物病院
- 情報電算院
- 言語教育院
- 全南大学校病院
- 和順全南大学校病院
- 総合人材開発センター
- 国際交流センター
- 教育発展研究院
- 保健診療所
- 新聞放送社
- 麗水青藍ホール
- 実習工場
- 障害学生支援センター
- カウンセリングセンター

## 学外からの評価
タイムズ・ハイアー・エデュケーションによる『世界大学ランキング 2019』で、第801-1000位（アジア181位）に位置している。「世界大学学術ランキング」2019年では、韓国16-21位、世界601-700位。 『QSアジア大学ランキング』2019年では、第651-700位、韓国22位、アジア122位。